# اندرو گیلیگان

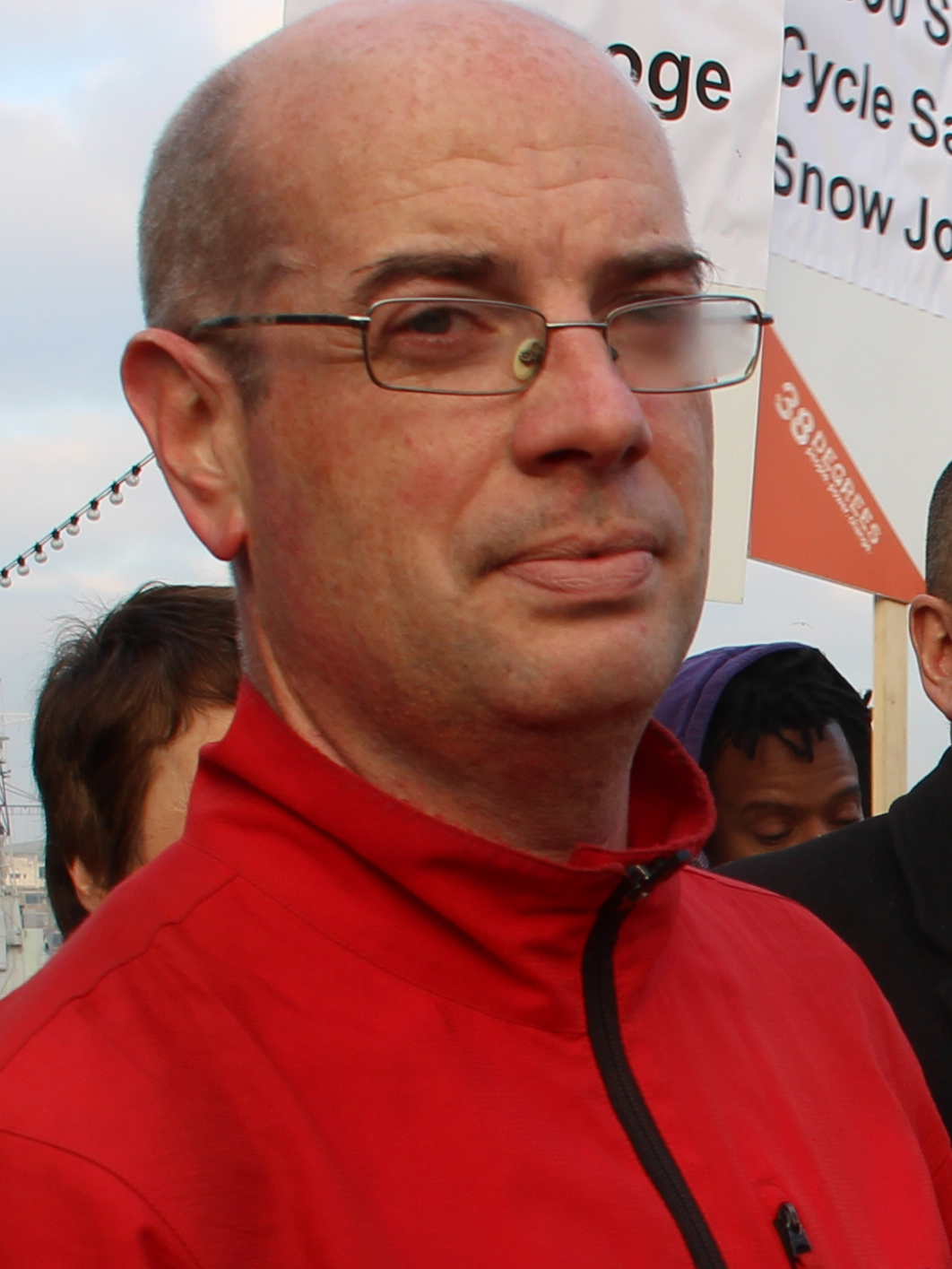

اندرو پائول گیلیگان (به انگلیسی: Andrew Gilligan) (متولد: ۲۲ نوامبر ۱۹۶۸، تدینگتون، لندن، انگلستان) خبرنگاری است که بیش‌تر برای گزارشش دربارهٔ «پروندهٔ دولت انگلستان برای عراق و سلاح‌های کشتار جمعی» (پروندهٔ سپتامبر) شناخته شده‌است. او هم‌اکنون دارندهٔ معتبرترین نشان در خبرنگاری چاپی انگلستان است، که به نشان مطبوعاتی خبرنگار برتر سال انگلستان معروف است. همچنین او یکی از چهار نفر بالاآمده در جایزهٔ Paul Foot در سال ۲۰۰۸ بود. او همچنین برنامهٔ مناظرهٔ Forum را در شبکهٔ ایرانی پرس تی‌وی اجرا می‌کند.